# Fonyód
Fonyód (németül: Fonjod) város Somogy vármegyében, a Fonyódi járás központja. Népszerű üdülőhely és kikötőváros a Balaton déli partján. Hozzá tartozik Alsóbélatelep, Bélatelep és Fonyódliget is. Lakossága (a 2019. július 1-jei adatok szerint) 5201 fő.

## Fekvése
A Balaton déli partján helyezkedik el. Déli irányból a Nagy-Berek vidéke övezi. A város pozícióját messziről felismerhetően kijelöli a tó déli partjának két legmagasabb, egymás szomszédságában emelkedő hegye, a 207 méteres Sipos-hegy és a 233 méter magasságú Vár-hegy. Mindkettő domb tetején kilátó épült, amelyekről északi felé kitekintve látványos körpanoráma nyílik a tó nyugati medencéjére, a Balaton-felvidék szemben sorakozó tanúhegyeivel (köztük a Badacsony egyedi formájával), dél felé pedig a Nagy-Berek szélesen elterülő rétjeire és mocsárvilágára.
Közigazgatásilag Fonyódliget, Bélatelep és Alsóbélatelep is Fonyód részét képezi. Utóbbi a város központjától mintegy két kilométerre, a Fonyódi-hegy nyugati lábánál, a Balaton partján húzódik.

## Közlekedés

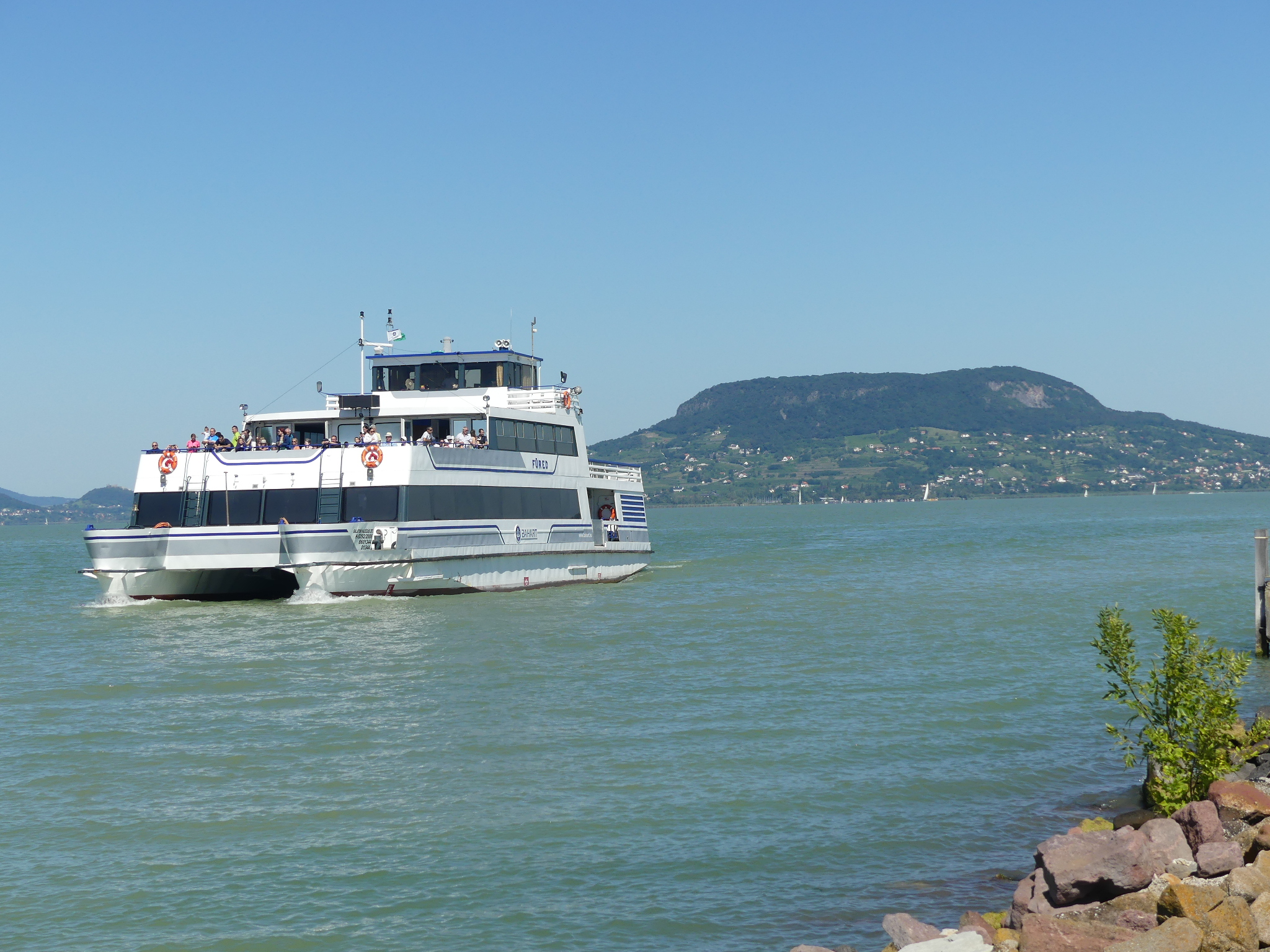
A Füred katamarán érkezik a kikötőbe, a háttérben a Badacsony jellegzetes sziluettje

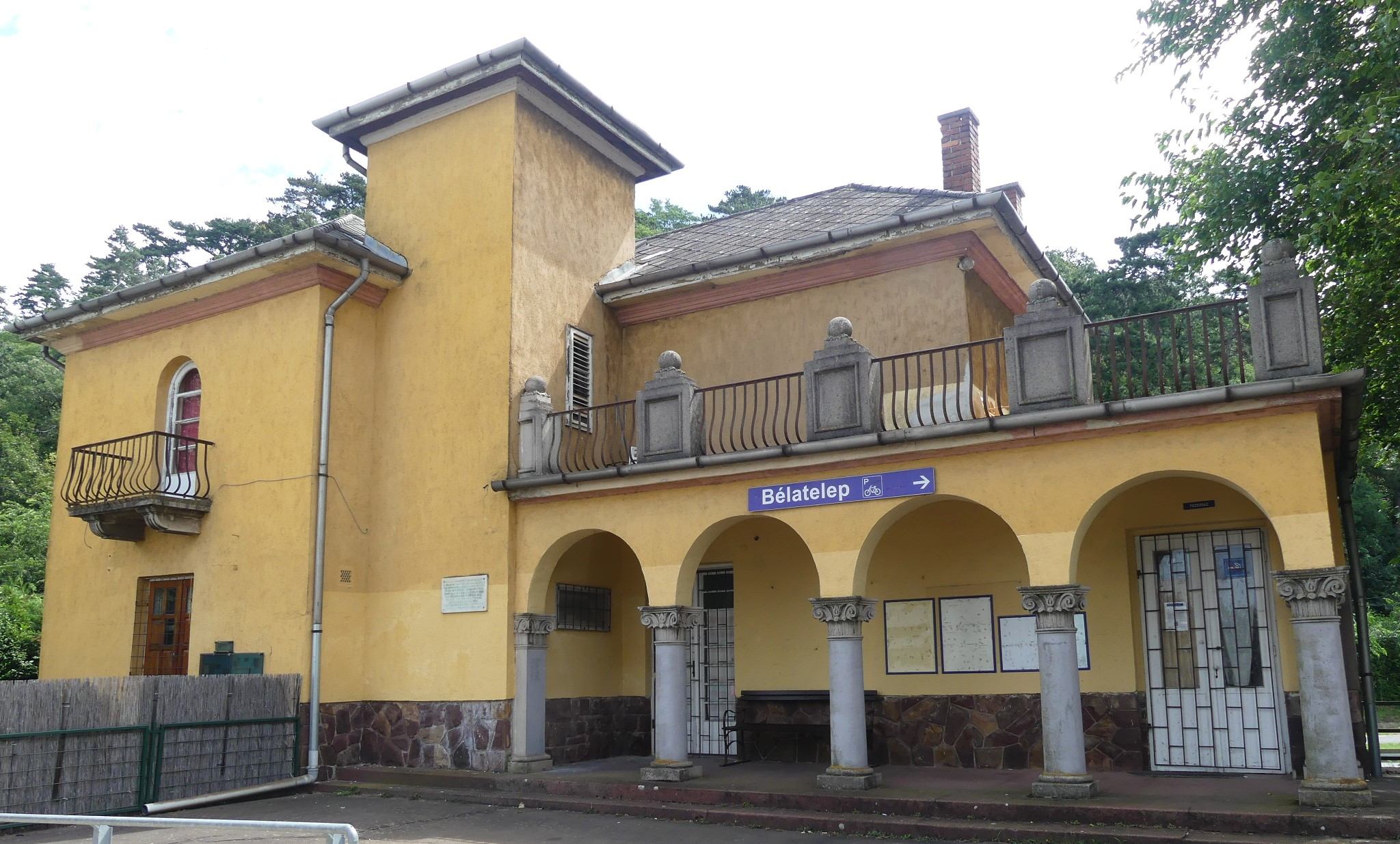
Bélatelep megállóhely mediterrán stílusú épülete

A város területén kelet-nyugati irányban a 7-es főút és attól néhány kilométerre délre, a lakott területeket elkerülve az M7-es autópálya halad végig; a főútba itt torkollik bele a Kaposvártól idáig húzódó 6701-es út. Fonyód egyúttal vasúti csomópont is: az itteni állomáson ágazik ki a Budapest–Murakeresztúr-vasútvonalból (Déli Vasút) a Kaposvár–Fonyód-vasútvonal. A nyáron intenzív forgalmat bonyolító állomáson kívül a városban még három vasúti megállóhely működik.
A város saját kikötővel is rendelkezik, ahonnan évente több százezer ember hajózik át a túlsó partra. A kikötő bejáratánál kezdődik a Balatonban élő több mint 40 halfajtára horgászók szigete.

## Nevének eredete
Nevét a 'fon' igére vezetik vissza: királyi fonónépek lakták, akik gyékényt, fűzvesszőt, hálót fontak.

## Története

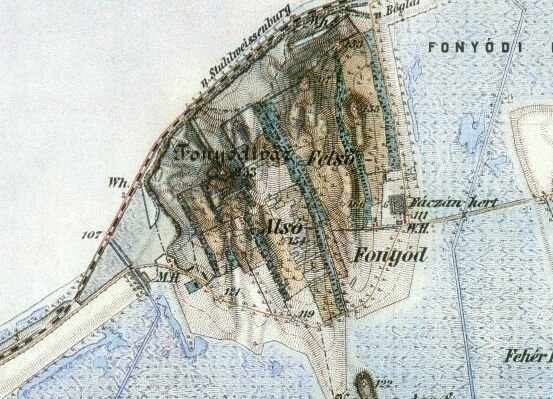
Fonyód a III. katonai felmérés idején, 1880

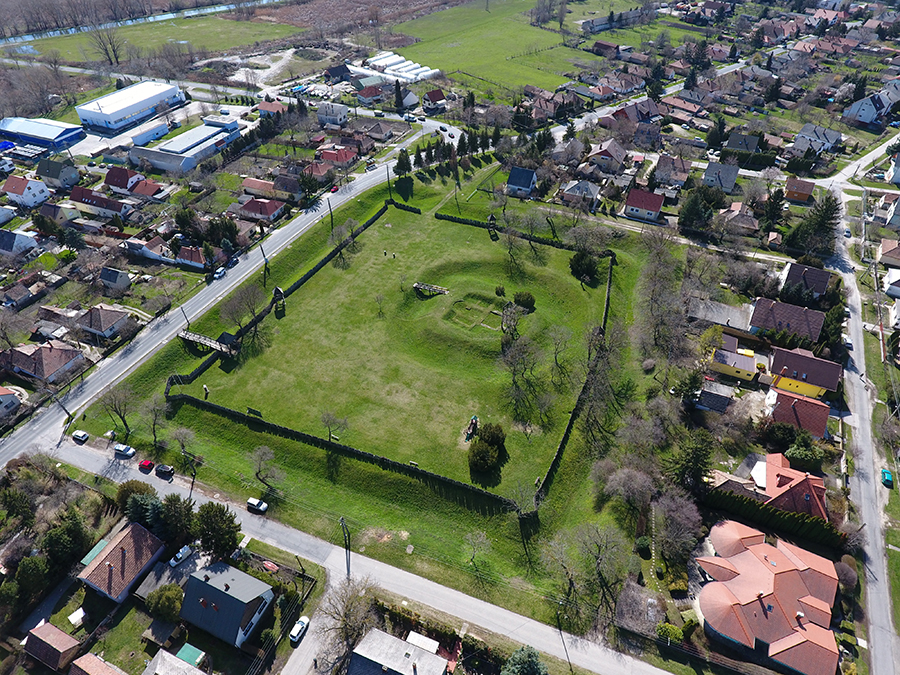
Alsóvár, Fácános, légi fotó

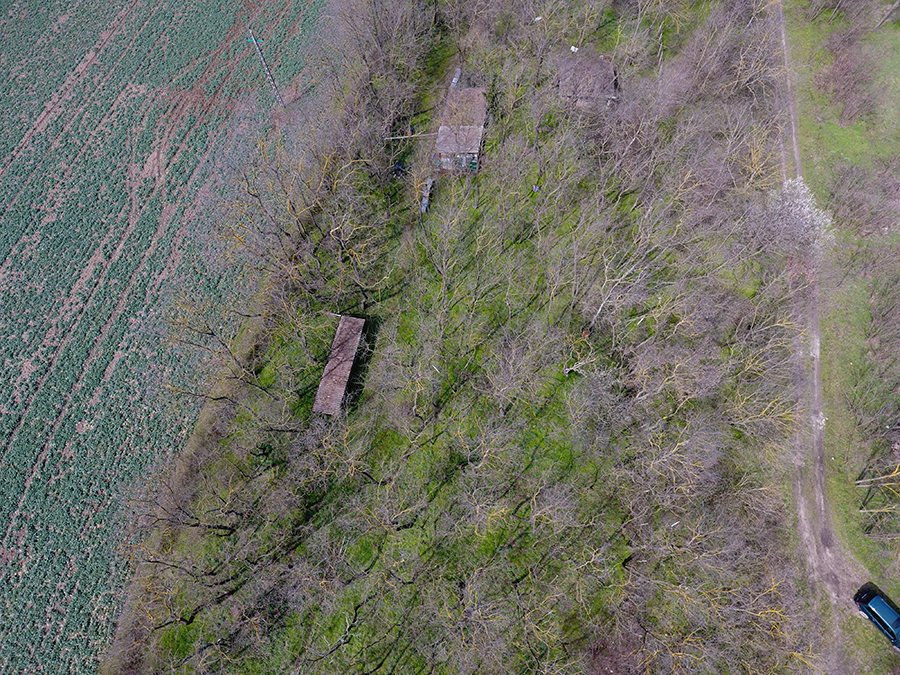
Fehérbézseny – török vár, légi fotó

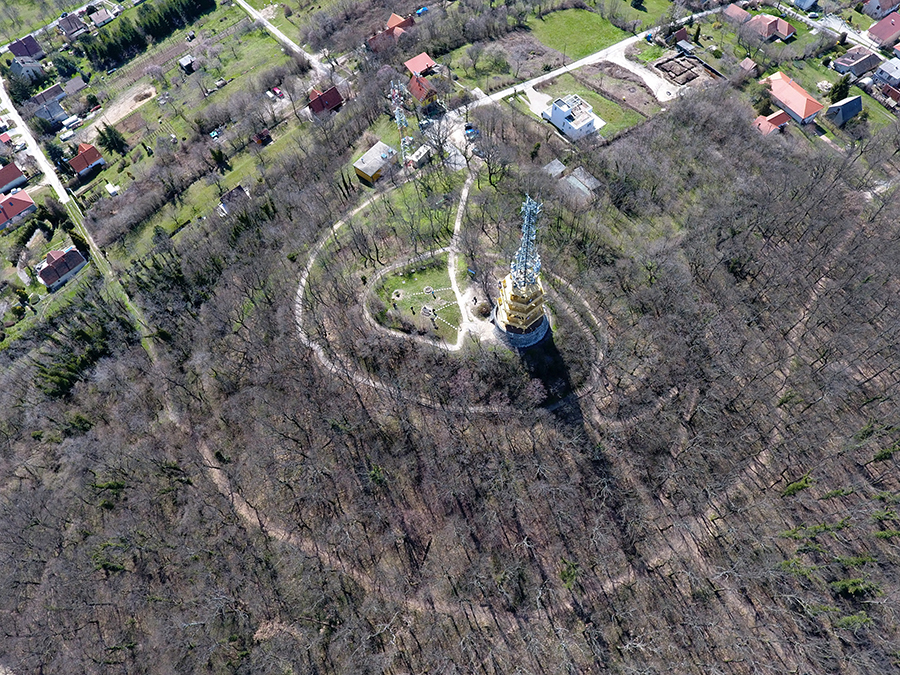
A Várhegy légi felvételen

Fonyód környékén az első embercsoport már 17–18 ezer évvel ezelőtt megjelent. A honfoglalás idején a Bő nemzetség birtokai közé tartozott. Feltételezik, hogy erős vára lehetett a Várhegyen, amelyet szőlőműveléssel, gyümölcstermesztéssel és állattartással foglalkozó lakosság látott el.
Nevét először Szent László király 1093–95. évi összeírólevele említi a szentmártoni apátság birtokai között Funoldi alakban.
1232-ben IX. Gergely pápa levele is megemlékezik róla, de Albeus mester esztergomi kanonok 1237–40. évi összeírásában nem fordult elő. Az 1332–37. évi pápai tizedjegyzékben Sconold, Fonold alakban jegyezték fel. Ekkor már plébániája is volt.
Az 1536. évi adólajstromban Fonoldh alakban fordult elő. Az 1563: LV. törvénycikk szerint Fonyód várát, mely eredetileg a tóti Lengyel családé volt, Palonai Magyar Bálint tartotta hatalmában. Az ellenség kezére végleg 1575-ben, Magyar Bálint halála után került az erődítmény, ők azonban porig rombolták, a Lengyel-féle jószágokra pedig, az 1612. évi tanúvallomások szerint, a tihanyi kapitányok tették rá a kezüket. 1726-ban puszta és a Lengyel családé. 1733-ban Lengyel Miklós özvegyéé. A jelen számára csupán a hajdani várárok jelzi egykori kiterjedését.
Az elnéptelenedett településen csak a 18. század közepén indult meg újból az élet. A 19. század első felében Lengyel Julianna, báró Pászthory Menyhértné birtokában találjuk. Az 1840-es évektől kezdődően egy része az Inkey családé, másik része a Wodianer család birtokába került.
A szabadságharc idején még 108 ember (zsellérek, uradalmi halászok) lakta puszta volt.
Az 1840-es években készült egy kezdetleges kikötő, s a pusztát ezzel bekapcsolták a hajóforgalomba. A lecsapolás, a halászat és a szőlőművelés újabb családoknak jelentett megélhetést. A fonyódi puszta évszázadokon át érintetlen lejtőin virágzó szőlőkultúra honosodott meg. Lendítőerő lett később a vasútépítés, mert annak megindulásától kezdve sok férfi dolgozott a Balaton déli partján az erdőirtásokon és a földmunkákon. 1869-ben 312-en lakták.
A századfordulón indult meg Fonyód üdülőhellyé válása, ebben nagy érdeme volt dr. Szaplonczay Manó vármegyei tisztifőorvosnak, aki rávette Zichy Bélát, az erdővel borított hegy tulajdonosát, hogy birtokából egy területet parcellázzon fel a nyaralók számára. 1894-ben alakították meg a Balaton–Fonyódi Bélatelepet, s a századfordulóra előkelő villasor épült. A Kaposvár-Fonyód közötti vasútvonal 1896-os megnyitása pedig a megyeszékhelyről is megkönnyítette az ideutazást. Ettől kezdve gyors fejlődésnek indult a település, és egy új övezet, a Sándortelep kezdett kialakulni. E városrész dr. Berzsenyi Sándor orvosról kapta a nevét, aki tisztviselőket nyert meg telektulajdonosnak, s ők a bélatelepiekénél szerényebben, de a vízhez jóval közelebb építkeztek.
Fonyód 1906-ban alakult önálló községgé. A következő évtizedekben megélénkült a vendégforgalom, s egy-egy szezonban 4–5 ezren üdültek Fonyódon. 1928-ra elkészült a vasút mellett a műút, s a település ekkor vált önálló nagyközséggé, majd 1950 után járási székhely lett. 1957-ben kezdték meg a meleg víz utáni kutatást is, aminek eredményeként szénsavas vizet találtak, s ettől kezdve ismert ’Fonyódi’ néven az ásványvíz.
A település 1982-ben ünnepelte fennállásának 900 éves évfordulóját, a városi rangot 1989. március 1-jén kapta meg.
Fonyódon – többek között – bölcsőde, óvoda, általános iskola, gimnázium, szakképző iskola, ügyészség, bíróság, művelődési központ, könyvtár és muzeális gyűjtemény is működik.
2013-tól Fonyód ismét járási székhely lett.

## Közélete

### Polgármesterei
| Polgármester | Polgármester     | Polgármester |
| ------------ | ---------------- | ------------ |
| 1990–1994    | Horváth Gábor    | független    |
| 1994–1998    | Francsics Zoltán | SZDSZ        |
| 1998–2002    | Francsics Zoltán | független    |
| 2002–2006    | Miseta István    | MSZP         |
| 2006–2010    | Hidvégi József   | Fidesz–KDNP  |
| 2010–2014    | Hidvégi József   | Fidesz–KDNP  |
| 2014–2019    | Hidvégi József   | Fidesz–KDNP  |
| 2019–2024    | Hidvégi József   | Fidesz–KDNP  |
| 2024–        | Erdei Barnabás   | Fidesz–KDNP  |

A településen a 2002. október 20-án megtartott önkormányzati választás érdekessége volt, hogy az országos átlagot jóval meghaladó számú, összesen 8 jelölt indult a polgármesteri posztért. Ilyen nagy számú jelöltre abban az évben az egész országban csak négy másik település (Erdőtelek, Gyula, Mezőfalva és Újkígyós) lakói szavazhattak, ennél több, 10 aspiránsra pedig csak két községben, a frissen önállóvá vált Berentén és Úriban akadt példa.

## Népessége
A település népességének változása:
| Lakosok száma | 4856 | 4776 | 4829 | 5030 | 4814 | 5014 | 5065 |
|               | 2013 | 2014 | 2018 | 2021 | 2022 | 2023 | 2024 |

A 2011-es népszámlálás során a lakosok 84,3%-a magyarnak, 3,7% németnek, 1,2% cigánynak, 1,1% ukránnak, 0,2% horvátnak, 0,2% szlováknak mondta magát (15,2% nem nyilatkozott; a kettős identitások miatt a végösszeg nagyobb lehet 100%-nál). A vallási megoszlás a következő volt: római katolikus 51,3%, református 5,8%, evangélikus 1,8%, görögkatolikus 0,5%, felekezet nélküli 13,3% (26,4% nem nyilatkozott).
2019-es adatok szerint Fonyód népessége növekszik, házanként átlagosan két fő van bejelentve.
2022-ben a lakosság 86,7%-a vallotta magát magyarnak, 3,3% németnek, 0,2% cigánynak,0,1-0,1% szerbnek, lengyelnek, románnak, görögnek, horvátnak, ukránnak és szlováknak, 3,3% egyéb, nem hazai nemzetiségűnek (12,6% nem nyilatkozott; a kettős identitások miatt a végösszeg nagyobb lehet 100%-nál). Vallásuk szerint 36,8% volt római katolikus, 6,7% református, 1,5% evangélikus, 0,2% görög katolikus, 0,2% izraelita, 0,1% ortodox, 0,8% egyéb keresztény, 1,1% egyéb katolikus, 10,8% felekezeten kívüli (41,3% nem válaszolt).

## Kulturális élet

### Mátyás Király Gimnázium
A Mátyás Király Gimnázium és Postaforgalmi Szakközépiskola épülete típusterv alapján épült 1963-ban, 1986–1989 között Salamin Ferenc építész tervei alapján bővítették, ekkor kapta a magyar szerves építészetre jellemző stílusjegyeket. Tágas aulája nemcsak az oktatást szolgálja, hanem színtere a város művészeti, kulturális életének is.
A gimnázium 25 évig adott otthont a Fonyódi Helikon költőtalálkozónak, amelyen a kortárs hazai és a határokon túli magyar irodalom legismertebb szerzői találkozhatnak egymással és olvasóikkal.

### Az egykori Villa Galéria
A kikötőtől nem messze található, a Fürdő u. 3. sz. alatti, helyileg védett épület, eredetileg Németh István kaposvári polgármester tulajdona, az 1900-as évek elején épült.
A Fonyódon élő és alkotó művészeken kívül számos, az élvonalba tartozó képzőművész munkája kapott benne helyet. 1986-ban Nyári Galéria néven nyílt meg. A tulajdonos fonyódi önkormányzat eladta, magántulajdon.

### Fonyódi Múzeum
Helyi, megyei és országos összefogás eredményeképpen sikerült 2003-ban egy villaépületet újjávarázsolni (Velics Antal volt a tulajdonosa, 1906-ban épült), s Bélatelepen a Bartók Béla u. 3. sz. alatt kapott helyet a Fonyódi Múzeum a régi mozi épületében, ahol az állandó helytörténeti és néprajzi anyag mellett a Balaton állat- és növényvilágával, a természetvédelem fontosságával ismerkedhetnek a látogatók. Mindemellett időszaki kiállításokkal is várják az érdeklődőket.

### Fesztiválok
A Fonyódi Nyári Fesztivált hagyományteremtő jelleggel hívták életre. Erre esik a fonyódi vár egykori védőinek tiszteletére tartott megemlékezés, amelyen korhű jelmezbe öltözött lovasok, íjászok tartanak bemutatót a feltárt és helyreállított Fácános Palánkvárnál. A városban régi hagyományuk van a Szent István-napi rendezvényeknek, minden év augusztus 20-án. Az igen sok érdeklődőt vonzó eseményen helyet kap a népviseletbe öltözött táncosok felvonulása és egy rövid, ökumenikus istentisztelettel egybekötve az új kenyér megáldása. A Balaton egyik legnagyobb téli gasztronómiai programja, a 2010 óta megszervezett Fonyódi Kolbászfesztivál az ország egészéről vonzza az érdeklődőket. Továbbá van egy tökfesztivál, amely a „Tök jó nap” névre hallgat.

## Nevezetességei

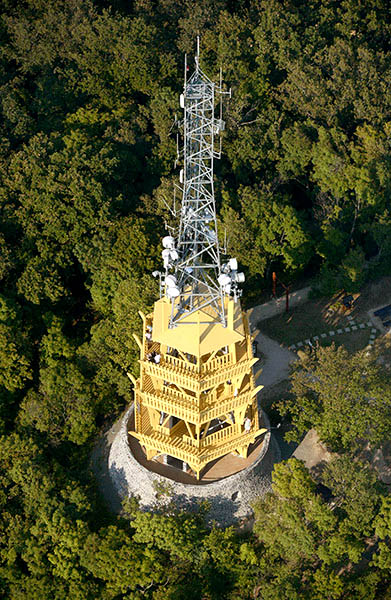
A várhegyi Széplátó

- A hajóállomás és a strand között a 2004. évben elkészült a Balaton déli partjának legimpozánsabb üzletsora
- Kiss István szobrászművész kettős aktja a vízparton a település jelképévé vált.
- A Balaton első átrepülőjének, Lányi Antalnak az emlékműve itt található.
- A Fácános parkban láthatók a Fácános vár egykori cölöpépítményének sáncai, az újonnan feltárt várárok és a várban állt templom alapfalai.
- Présház étterem – egyike a helyi népi építészet épségben maradt emlékeinek (több mint 200 éves műemlék épület)
- A protestáns templom előtti kopjafák a második világháború polgári, a Kossuth-erdőben lévő emlékmű pedig az első és második világháború hősi halottainak emlékét idézi fel.
- A több mint 100 éves római katolikus templom
- A Szent István utcában lévő kápolna harangtornya a magyar szent koronára emlékeztet.
- Bélatelep műemlékileg védett villasora az 1890-es években épült fel.
- Várhegyi kilátó (korábban Berzsenyi-kilátó, 2012 óta „Várhegyi Széplátó")[18]
- Boros-kastély
- Sipos-hegyi kilátó[19]
- Fodor András emléktáblája
- Testvérvárosi park
- Panoráma sétány
- Walko-kilátó (Walko Lajos emlékére)
- Kripta-villa (1941-ben épült[20])
- Kossuth-erdő
- Szaplonczay Manó emlékoszlopa
- Pál Mihály Balatoni szél című szobra
- Turul-szobor (2010)[21][22]
- Piac

### Fonyódligeti Erzsébet-tábor
Az Erzsébet-táborok égisze alatt tanévben, ún. ottalvós osztálykirándulásokat, a nyári szünidőben pedig rászoruló gyermekek ezreinek ingyenes üdülését biztosítja heti turnusokban.

## Média
A Fonyódi Hírmondó havonta megjelenő önkormányzati újság. Mérete A/4, ingyenesen jut el a város lakóihoz. Fonyód honlapjáról is elérhető. A városnak saját tévécsatornája is üzemel, Fonyód TV néven. Adásai online visszanézhetőek weblapjukon.

## Rádiók
- Part FM. (2012-2020) megszűnt rádióadó.
- Kossuth Rádió.
- Petőfi Rádió.
- Bartók Rádió.
- Dankó Rádió.
- Rádió 1
- Retro Rádió

## Sport
- A fonyódi Petőfi Sportegyesület több mint kétszáz taggal működő városi sportegyesület, elnöke 2012-től Bognár Ákos. Telepe szép környezetben, a fonyódi hegy lábánál épült. Presszóval, sportszállóval, labdarúgó és atlétikai pályával, minden teremsport űzésére alkalmas térrel, kondicionáló teremmel, a Balaton-parton vízisport-teleppel várja a sportolni vágyókat. Versenysportjai: labdarúgás (U-7,U-9,U-11,U-13,U-14,U-16,U-19, felnőtt, öregfiúk), asztalitenisz (Somogy és Balaton Bajnokságban 2 csapattal), kézilabda, úszás, triatlon, tenisz, lábtenisz.

## Híres emberek
- Itt született 1897-ben szakátsi Csorba Sándor földbirtokos, jogi doktor, mezőgazdász, országgyűlési képviselő.
- Itt született Győri Ilona Jászai Mari-díjas magyar színésznő.
- A bélatelepi villasoron nyaralt 1907-től haláláig Ripka Ferenc Budapest főpolgármestere, vendége volt több alkalommal Bethlen István miniszterelnök, Rakovszky Iván belügyminiszter, Vass József népjóléti miniszter
- Bélatelepi villájában nyaralt 1905-től 1947-ig Huszka Jenő zeneszerző.
- Itt élt és dolgozott Bacsák György jogász, festő, régész, csillagász, a földtudományok doktora, a Magyar Tudományos Akadémia tagja, aki a legfontosabb megállapításait az klímaváltozásról szóló elméleteiben írta meg
- 1916 és 1917 nyarát Fonyódon töltötte Szinyei Merse Pál festőművész, 10 képet festett itt.
- Évtizedekig Fonyódon nyaralt és alkotott Takáts Gyula költő, író.
- Bélatelepen nyaraltak családi villájukban a Törley-pezsgőgyár tulajdonosai.
- Itt írta versei egy részét, és itt hunyt el Fodor András Kossuth- és József Attila-díjas költő, a város díszpolgára.
- Itt élt és tanult Molnár Csilla, aki 1985-ben Magyarország szépe lett, mindössze 16 évesen és egy évvel később a Miss Európa versenyen szerepelt.

## A település a szépirodalomban
- Fekete István író A koppányi aga testamentuma című ifjúsági regényében a cselekmény fontos helyszíne Fonód (Fonyód) végvára. A történet lényeges helyszínei közé tartozik Bézseny is, amely egykori község (ma mint puszta) ugyancsak Fonyód közigazgatási területén helyezkedett el.

## Testvérvárosok
- Borszék, Erdély
- Érsekújvár, Felvidék
- Krotoszyn, Lengyelország
- Leipheim, Németország
- Mettet, Belgium

## Képgaléria

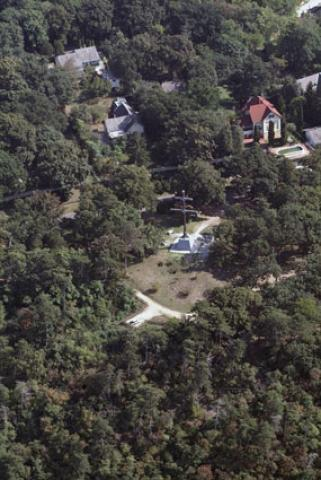
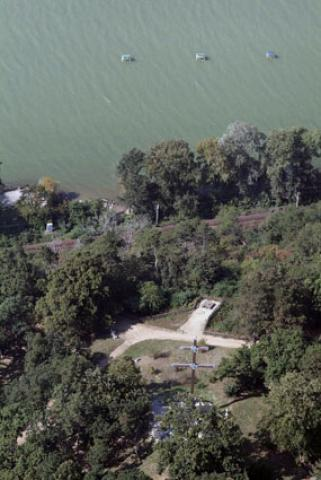
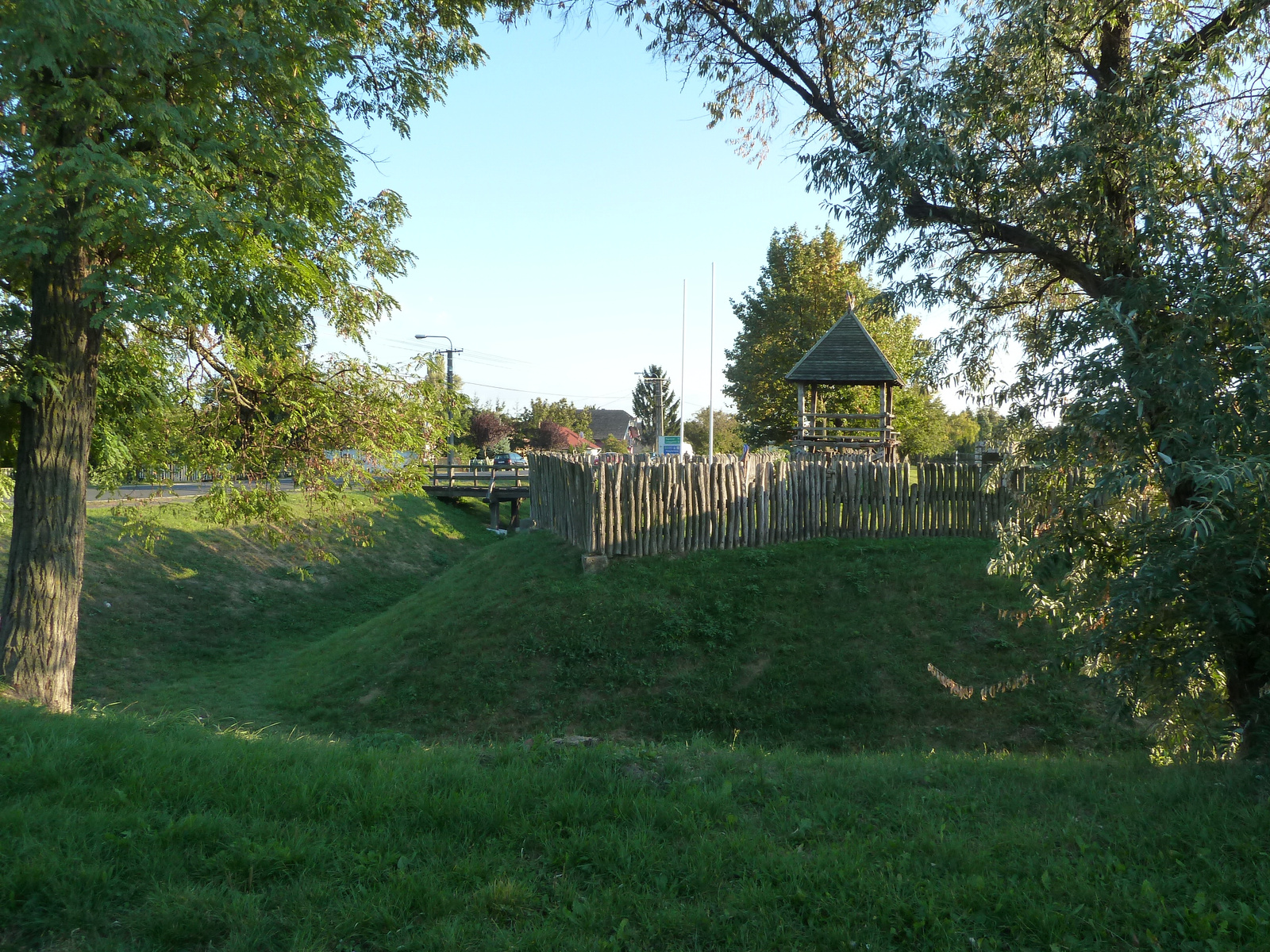
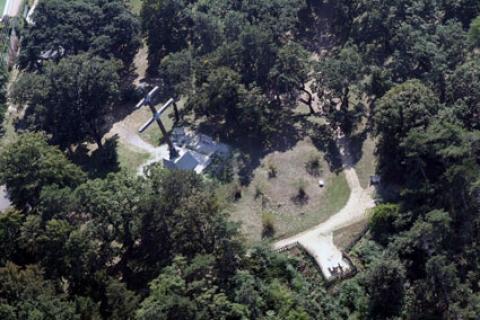
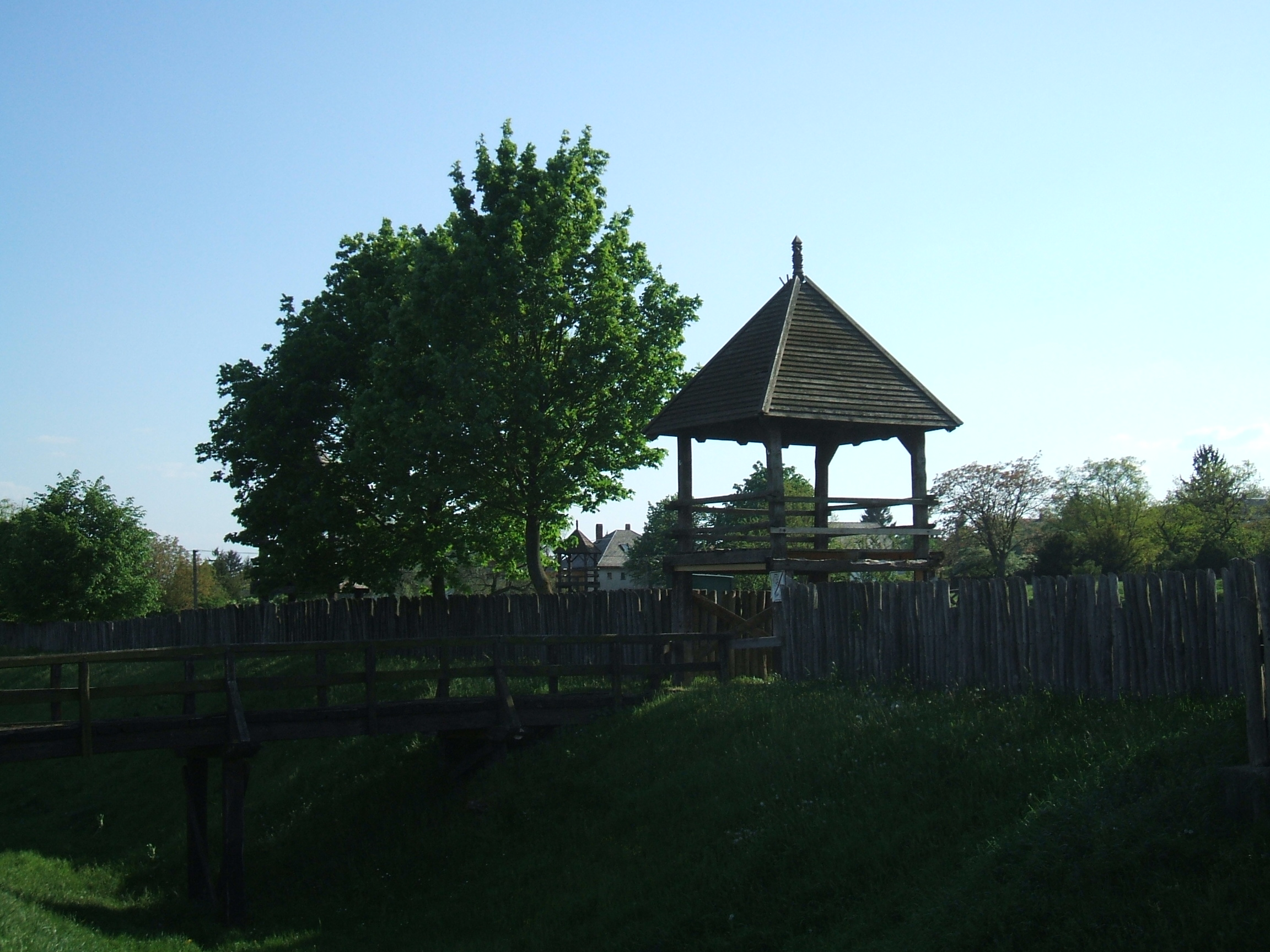
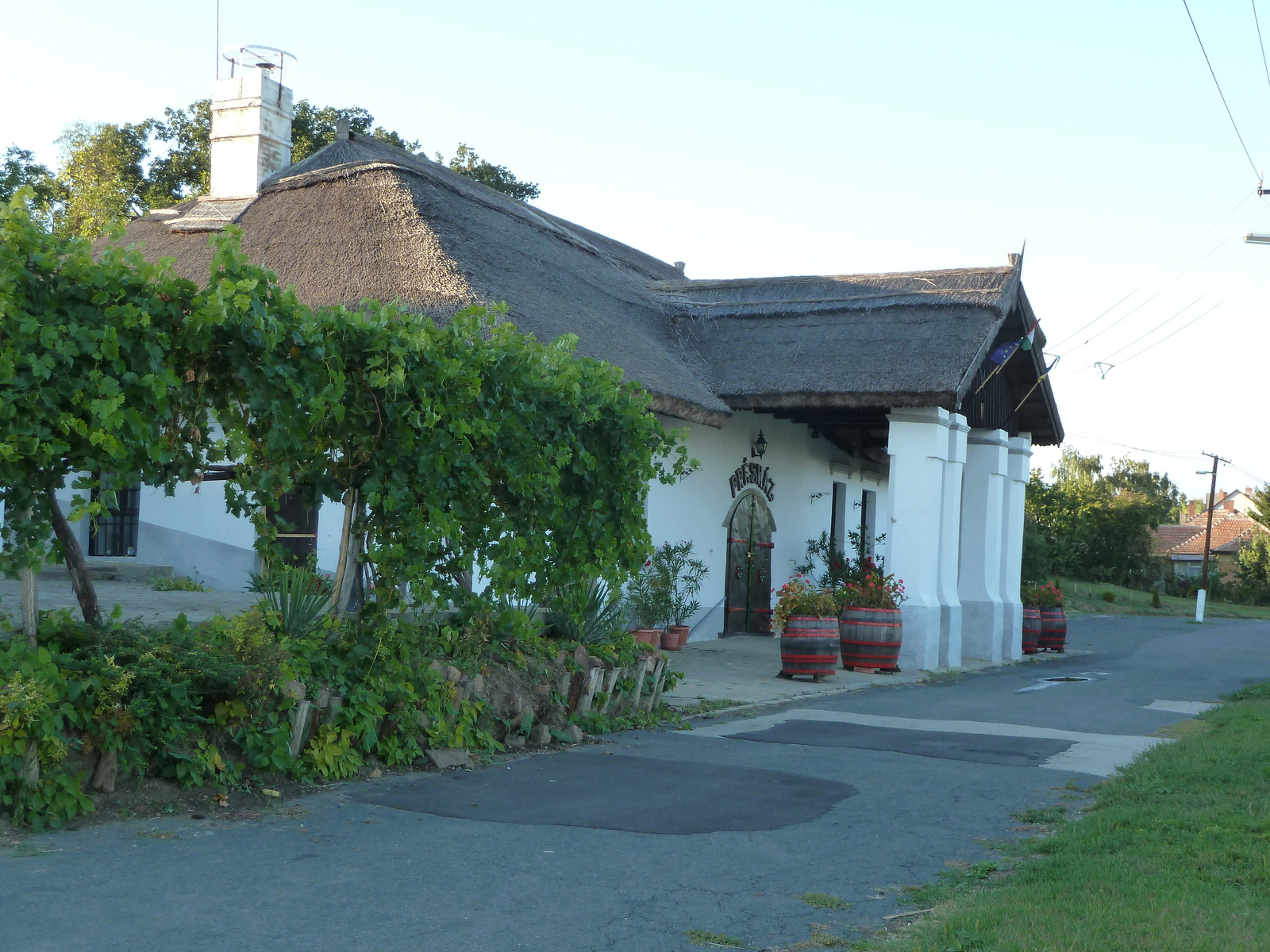